# مديريات إندونيسيا
مديريات إندونيسيا (بالإنجليزية: Districts of Indonesia، بالأندونيسية: Kecamatan، بالفرنسية: Kecamatan): في إندونيسيا، المديرية هي تقسيم فرعي من المستوى الثالث، بعد ريجنسي أو كوتا. يتم استخدام المصطلح المحلي "كيجاماتن kecamatan" في أغلب المناطق الإندونيسية. يستخدم مصطلح "ديسترك distrik" في غرب غينيا الجديدة. وفقًا للجهاز المركزي للإحصاء بأندونيسيا، يوجد حوالي 7288 مديرية في أندونيسيا.